# Межа Гейфліка

Межа Хейфліка. Середньостатистична клітина ділиться близько 50–70 разів, перш ніж померти. У міру поділу клітини теломери на кінці хромосоми стають меншими.

Межа або границя Гейфліка (англ. Hayflick limit) — межа кількості поділів соматичних клітин у живому організмі, названа на честь її відкривача Леонарда Гейфліка. Це явище було відкрито Гейфліком 1961 року, коли він помістив людські клітини ділитися у клітинній культурі та спостерігав, як вони вмирають приблизно після 50 поділів та виявляють ознаки старіння при наближенні до цієї межі.
Цю межу було знайдено в культурах усіх повністю диференційованих клітин як людини, так і інших багатоклітинних організмів. Максимальне число поділів дещо змінюється залежно від типу клітин та значніше — залежно від організму. Для більшості людських клітин межа Гайфліка становить 52 поділи.

## Відкриття
Принципово експеримент, проведений Леонардом Гейфліком у співпраці з Полом Мурхедом, був досить простим: змішували рівні частини нормальних чоловічих і жіночих фібробластів, що різнилися за кількістю пройдених клітинних поділів (чоловічі — 40 поділів, жіночі — 10), для того щоб фібробласти можна було відрізнити один від одного надалі. Одночасно було встановлено контроль за окремими чоловічими 40-денними фібробластами. Коли ж контрольна незмішана популяція чоловічих клітин перестала ділитися, то змішана дослідна культура містила тільки жіночі клітини, адже усі чоловічі клітини вже загинули. На підставі цього двоє вчених зробили висновок, що звичайні клітини мають обмежену здатність до поділу на відміну від ракових клітин, які безсмертні. Так було висунуто припущення, що так званий «мітотичний годинник» знаходиться всередині кожної клітини, на підставі наступних спостережень:
1. Нормальні фетальні фібробласти людини в культурі здатні подвоювати популяцію тільки обмежену кількість разів;
2. Клітини, які піддалися кріогенній обробці, «пам'ятають» скільки разів вони ділилися до заморожування.

## Опис явища
Межа Гейфліка пов'язана із скороченням теломер, ділянок ДНК на кінцях хромосом. Як відомо, молекула ДНК є здатною до реплікації перед кожним поділом клітини. При цьому наявні на її кінцях теломери після кожного поділу клітини коротшають. Теломери коротшають дуже повільно — по кілька (3–6) нуклеотидів за клітинний цикл, тобто за кількість поділів, відповідну межі Гейфліка, вони вкоротяться загалом на 150—300 нуклеотидів. Таким чином, чим коротший у ДНК «теломерний хвіст», тим більше поділів у неї відбулося, а значить — тим старша клітина.
У клітині існує фермент теломераза, діяльність якого може забезпечувати подовження теломер, при цьому подовжується і життя клітини. Клітини, в яких справно діє теломераза (статеві, ракові), — безсмертні. У звичайних (соматичних) клітинах, з яких переважно і складається організм, теломераза «не працює», тому теломери при кожному діленні клітини коротшають, що кіне́ць-кінце́м призводить до її загибелі в межах границі Гейфліка, бо інший фермент — ДНК-полімераза — не здатний реплікувати кінці молекули ДНК. Інколи теломери можуть скорочуватися також під дією деяких інших чинників.
Наразі запропоновано епігенетичну теорію старіння, яка пояснює ерозію теломер насамперед діяльністю клітинних рекомбіназ, що активізуються як відповідь на пошкодження ДНК, викликані, головним чином, віковою депресією рухомих елементів геному. Коли після певного числа поділів теломери зникають зовсім, клітина зазвичай завмирає в певній стадії клітинного циклу або запускає програму апоптозу — відкритого в другій половині XX століття явища плавного руйнування клітини, яке проявляється у зменшенні розміру клітини і мінімізації кількості речовини, що потрапляє у міжклітинний простір після її руйнування.

## Біологічний сенс явища
Наразі переважає точка зору, що зв'язує межу Гейфліка з проявом механізму придушення пухлиноутворення, який виник у багатоклітинних організмів. Іншими словами, пухлиносупресорні механізми, такі як реплікативне старіння й апоптоз, безперечно корисні в ранньому онтогенезі та зрілості, але побічно є причиною старіння, а отже й смерті організму — обмежують тривалість життя внаслідок накопичення дисфункціональних старіючих клітин або надлишкової загибелі функціональних.